# 楊海英
楊海英（1964年9月15日—），和名大野旭，蒙古名俄尼斯·朝格图，日籍蒙古裔文化人類學家。出生于中國內蒙古自治区鄂尔多斯市，後歸化日本。他在日本以研究內人黨事件而知名，現為日本靜岡大學教授。

## 生平
他出生在中华人民共和国內蒙古自治区伊克昭盟（今鄂爾多斯市），畢業於北京第二外國語學院日本語學科。杨海英为其汉名，杨姓取自其蒙古名俄尼斯（俄尼意思是瞪羚，俄尼斯也用来称呼黄羊）汉译“羊”的谐音。他幼年時内蒙古正處在文化大革命時期，其本人經歷了著名的內人黨事件，當時大量疑似的內人黨成員和蒙古族平民未經審判含冤屈死。楊海英的家人受到私刑，其母親每天參加政治批鬥會，周圍的人也相繼離世。
1989年他訪問日本，作為別府大學的研究生，後來在國立民族學博物館、綜合研究大學院大學繼續研究文化人類學，又擔任中京女子大學（今至学館大学）助教。1999年成為靜岡大學助教，研究內人黨事件。2000年加入日本國籍。2006年，成為靜岡大學教授。其著作《沒有墓碑的草原：內蒙古文革大屠殺實錄》獲得司馬遼太郎奖。
从1993年到2019年，杨海英每年都到访内蒙古进行研究。
2020年7-8月，针对中国政府在内蒙古自治区通辽市的蒙古中小学实施的逐步停止蒙古语授课，改为以汉语授课为主的方式，杨海英在日本抗议中国政府打压蒙古人，并组织联署。

## 获奖
- 2010年 - 第14回司马辽太郎奖：《沒有墓碑的草原》
- 2015年 - 大同生命地域研究奖励奖（大同生命地域研究奨励賞）[4]
- 2015年 - 樫山純三奖（樫山純三賞）：《蒙古騎兵在西藏揮舞日本刀》（チベットに舞う日本刀 モンゴル騎兵の現代史）[5]
- 2018年 - 第19回正论新风奖（正論新風賞）

## 著作

### 原著

#### 原本
- 楊 海英. . 風響社. 2009. ISBN 978-4894898813.
- 楊 海英. . 風響社. 2010. ISBN 978-4894898820.
- 楊 海英. . 岩波書店. 2009. ISBN 978-4000247719.
- 楊 海英. . 岩波書店. 2009. ISBN 978-4000247726.
- 楊 海英. . 文藝春秋. 2016. ISBN 978-4163901657.
- 楊 海英. . 講談社. 2018. ISBN 978-4065128671.

#### 译本
- 楊海英. . 八旗文化. 2014. ISBN 9789865842406.
- 楊海英. . 大塊文化. 2017. ISBN 9789862137864.
- 楊海英. . 八旗文化. 2018. ISBN 9789578654235.
- 楊海英. . 八旗文化. 2019. ISBN 9789578654587.

### 編著
- 楊海英. . 勉誠出版. 2011. ISBN 978-4585226147.

### 共編著
- 松原正毅; 楊海英; 小長谷有紀. . 平凡社. 2005. ISBN 978-4582441055.
- 櫻井良子; 楊海英; 楊逸. . WAC. 2021. ISBN 978-4898319512.
- 于田克里木; 楊海英.   [種族滅絕的國家：中國的真相]. 文春新書（日语：文春新書）. 2021-10. ISBN 9784166613335.

## 外部鏈結
- 楊海英的X（前Twitter）（日語）